# Jules Dalou

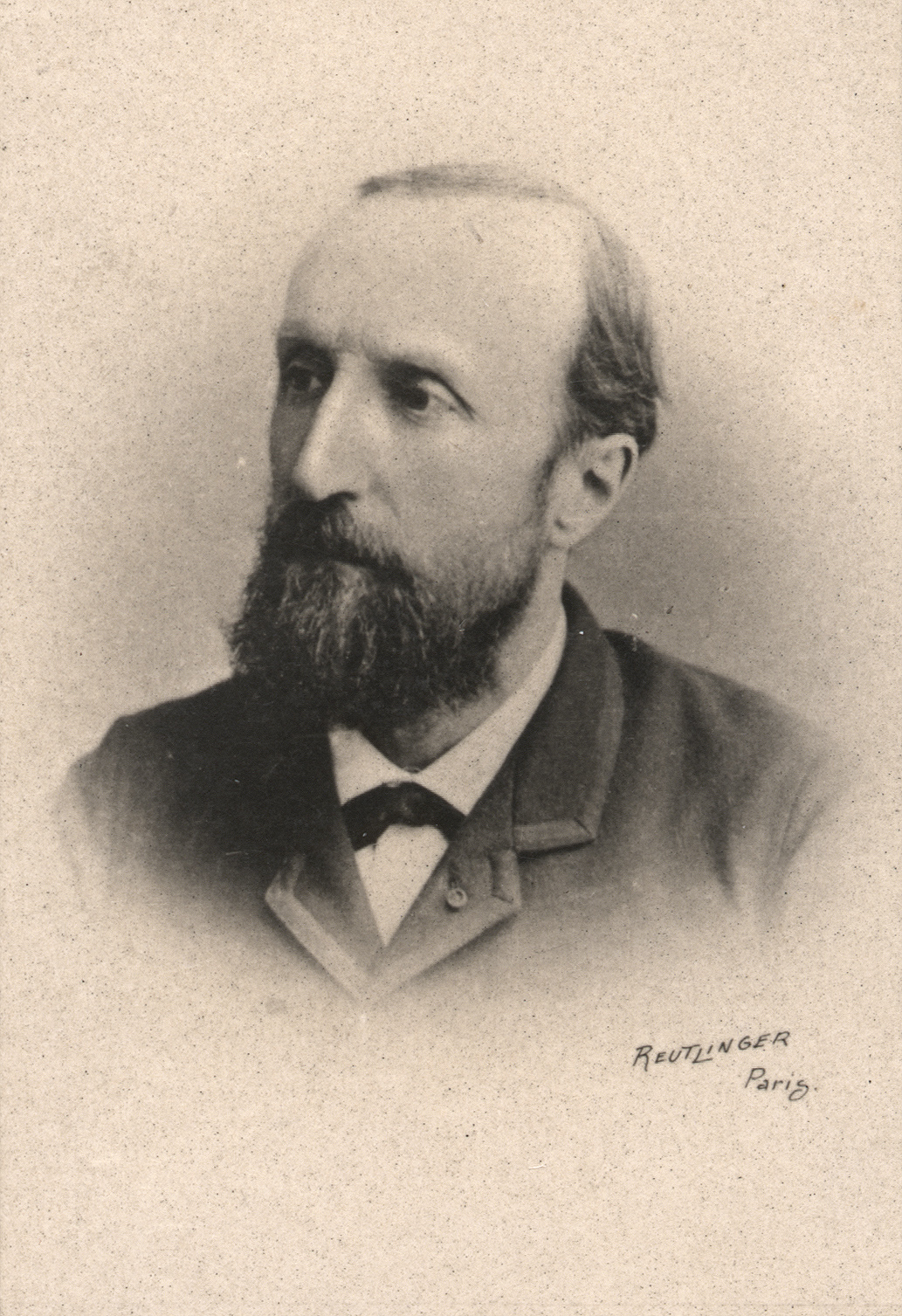
Jules Dalou

Aimé-Jules Dalou, född 31 december 1838 i Paris, död 15 april 1902, var en fransk skulptör.
Dalou slöt sig till den formkulturens riktning, som representerades av Henri Chapu, och var en tid efter 1870 verksam i Storbritannien och utövade ett stort inflytande på landets konst. Han fick utföra en stor bronsrelief i deputeradekammarens hus i Paris, Mirabeaus tal, samt den stora gruppen Republikens triumf på Place de la Nation där. Han har även uppfört ett monument över Eugène Delacroix i Luxembourgträdgården. En mängd andra monument av Dalou pryder kyrkogårdarna i Paris. Dalou är representerad vid bland annat Nationalmuseum i Stockholm.